# Mistrzostwa Świata Juniorów w Hokeju na Lodzie 2015/I Dywizja
Mistrzostwa Świata Juniorów w Hokeju na Lodzie I dywizji 2015 odbyły się w dwóch państwach: we Włoszech (Asiago) oraz na Węgrzech (Dunaújváros). Zawody rozgrywano w dniach 14–20 grudnia (obie grupy).
W mistrzostwach drugiej dywizji uczestniczyło 12 zespołów, które zostały podzielone na dwie grupy po 6 zespołów. Rozgrywały one mecze systemem każdy z każdym. Pierwsza oraz druga drużyna turnieju grupy A awansowały do mistrzostw świata elity w 2016 roku, ostatni zespół grupy A w 2015 roku zagrał w grupie B, zastępując zwycięzcę turnieju grupy B. Najsłabsza drużyna grupy B spadła do drugiej dywizji.
Hale, w których odbyły się zawody to:
- Pala Odegar (Asiago)
- Dunaújvárosi Jégcsarnok (Dunaújváros)

## Grupa A
Wyniki
| 14 grudnia 2014 | Słowenia | 1:6 | Białoruś | Pala Odegar, Asiago |

| Szczegóły      | Szczegóły           | Szczegóły       | Szczegóły | Szczegóły                            |
| -------------- | ------------------- | --------------- | --- | ------------------------------------ |
| Godzina: 13:30 | T. Kalan (PP) 22:12 | (0:3, 1:1, 0:2) | 06:22 (PP) A. Szantyka 07:06 (EQ) A. Bujnicki 12:26 (EQ) A. Bujnicki 28:23 (EQ) D. Ambrażejczyk 46:11 (EQ) M. Wałkou 55:28 (EQ) D. Ambrażejczyk | Widzów: 300 Sędzia główny: Robin Sir |
| Godzina: 13:30 | 8 min. kar          |                 | 6 min. kar | Widzów: 300 Sędzia główny: Robin Sir |

| 14 grudnia 2014 | Austria | 1:5 | Łotwa | Pala Odegar, Asiago |

| Szczegóły      | Szczegóły           | Szczegóły       | Szczegóły | Szczegóły                               |
| -------------- | ------------------- | --------------- | --- | --------------------------------------- |
| Godzina: 17:00 | M. Huber (EQ) 17:37 | (1:1, 0:0, 0:4) | 10:39 (EQ) M. Dzierkals 44:15 (EQ) R. Locāns 49:28 (EQ) R. Balcers 52:33 (EQ) E. Homjakovs 54:52 (EQ) R. Ābols | Widzów: 550 Sędzia główny: Marcus Brill |
| Godzina: 17:00 | 16 min. kar         |                 | 14 min. kar | Widzów: 550 Sędzia główny: Marcus Brill |

| 14 grudnia 2014 | Włochy | 0:3 | Norwegia | Pala Odegar, Asiago |

| Szczegóły      | Szczegóły   | Szczegóły       | Szczegóły                                                            | Szczegóły                                |
| -------------- | ----------- | --------------- | -------------------------------------------------------------------- | ---------------------------------------- |
| Godzina: 20:30 |             | (0:1, 0:2, 0:0) | 18:25 (EA) M. Nørstebø 26:59 (PP) M. Rønnild 36:20 (PP) A. Henriksen | Widzów: 860 Sędzia główny: Michael Hicks |
| Godzina: 20:30 | 39 min. kar |                 | 4 min. kar                                                           | Widzów: 860 Sędzia główny: Michael Hicks |

| 15 grudnia 2014 | Norwegia | 9:5 | Austria | Pala Odegar, Asiago |

| Szczegóły      | Szczegóły | Szczegóły       | Szczegóły                                                                                                 | Szczegóły                            |
| -------------- | --- | --------------- | --- | ------------------------------------ |
| Godzina: 13:30 | M. Søberg (EQ) 04:56 M. Søberg (EQ) 11:03 L. Hoff (EQ) 18:50 L. Hoff (PP) 20:36 T. Olsen (SH) 27:18 M. Nørstebø (PP) 32:17 M. Nørstebø (PP) 50:53 M. Henriksen (EQ) 53:14 M. Nørstebø (PP) 58:36 | (3:2, 3:1, 3:2) | 04:44 (PP) M. Huber 06:58 (PP) S. Gaffal 28:34 (PP) M. Richter 41:16 (EQ) D. Winkler 54:52 (EQ) S. Gaffal | Widzów: 300 Sędzia główny: Robin Sir |
| Godzina: 13:30 | 10 min. kar |                 | 26 min. kar                                                                                               | Widzów: 300 Sędzia główny: Robin Sir |

| 15 grudnia 2014 | Łotwa | 7:3 | Słowenia | Pala Odegar, Asiago |

| Szczegóły      | Szczegóły | Szczegóły       | Szczegóły                                                       | Szczegóły                               |
| -------------- | --- | --------------- | --------------------------------------------------------------- | --------------------------------------- |
| Godzina: 17:00 | R. Balcers (EQ) 09:20 K. Čukste (PP) 23:29 R. Ābols (EQ) 26:10 R. Locāns (PP) 27:01 E. Homjakovs (EQ) 43:27 J. Jaks (EQ) 47:40 O. Batņa (EQ) 56:09 | (1:1, 3:2, 3:0) | 14:45 (EQ) Ž. Jezovšek 22:52 (EQ) L. Maver 34:26 (EQ) L. Vinčec | Widzów: 150 Sędzia główny: Marcus Brill |
| Godzina: 17:00 | 8 min. kar |                 | 12 min. kar                                                     | Widzów: 150 Sędzia główny: Marcus Brill |

| 15 grudnia 2014 | Białoruś | 4:2 | Włochy | Pala Odegar, Asiago |

| Szczegóły      | Szczegóły                                                                                         | Szczegóły       | Szczegóły                                   | Szczegóły                                    |
| -------------- | ------------------------------------------------------------------------------------------------- | --------------- | ------------------------------------------- | -------------------------------------------- |
| Godzina: 20:30 | W. Nowik (SH) 07:46 D. Ambrażejczyk(PP) 10:35 A. Bujnicki (PP) 27:00 Nikołaj Łogwiniuk (PP) 56:31 | (2:0, 1:1, 1:1) | 36:29 (EQ) I. Tauferer 50:42 (EQ) G. Morini | Widzów: 450 Sędzia główny: Jari-Pekka Pajula |
| Godzina: 20:30 | 6 mon. kar                                                                                        |                 | 6 min. kar                                  | Widzów: 450 Sędzia główny: Jari-Pekka Pajula |

| 17 grudnia 2014 | Łotwa | 1:2 | Białoruś | Pala Odegar, Asiago |

| Szczegóły      | Szczegóły                | Szczegóły       | Szczegóły                                     | Szczegóły                                    |
| -------------- | ------------------------ | --------------- | --------------------------------------------- | -------------------------------------------- |
| Godzina: 13:30 | R. Maslovskis (EQ) 46:52 | (0:1, 0:0, 1:1) | 02:49 (PP) A. Szantyka 57:28 (PP) A. Bujnicki | Widzów: 350 Sędzia główny: Jari-Pekka Pajula |
| Godzina: 13:30 | 8 min. kar               |                 | 10 min. kar                                   | Widzów: 350 Sędzia główny: Jari-Pekka Pajula |

| 17 grudnia 2014 | Norwegia | 2:1 pk. | Słowenia | Pala Odegar, Asiago |

| Szczegóły      | Szczegóły                                      | Szczegóły                 | Szczegóły           | Szczegóły                                |
| -------------- | ---------------------------------------------- | ------------------------- | ------------------- | ---------------------------------------- |
| Godzina: 17:00 | O.P. Øvergaard (PP) 30:10 M. Søberg (SO) 65:00 | (0:0, 1:0, 0:1, 0:0, 1:0) | 59:07 (EA) M. Logar | Widzów: 400 Sędzia główny: Michael Hicks |
| Godzina: 17:00 | 12 min. kar                                    |                           | 6 min. kar          | Widzów: 400 Sędzia główny: Michael Hicks |

| 17 grudnia 2014 | Włochy | 5:4 pd. | Austria | Pala Odegar, Asiago |

| Szczegóły      | Szczegóły | Szczegóły            | Szczegóły                                                                                | Szczegóły                               |
| -------------- | --- | -------------------- | ---------------------------------------------------------------------------------------- | --------------------------------------- |
| Godzina: 20:30 | A. Lambacher (EQ) 31:39 R. Lacedelli (PP) 47:39 P. Morini (EQ) 50:03 I. Tauferer (PP) 52:43 A. Lambacher (EQ) 62:48 | (0:1, 1:3, 3:0, 1:0) | 16:06 (EQ) M. Richter 25:39 (EQ) P. Lindner 25:48 (EQ) A. Wukovits 39:39 (EQ) M. Richter | Widzów: 900 Sędzia główny: Marcus Brill |
| Godzina: 20:30 | 4 min. kar |                      | 14 min. kar                                                                              | Widzów: 900 Sędzia główny: Marcus Brill |

| 18 grudnia 2014 | Austria | 7:3 | Słowenia | Pala Odegar, Asiago |

| Szczegóły      | Szczegóły | Szczegóły       | Szczegóły                                                      | Szczegóły                                |
| -------------- | --- | --------------- | -------------------------------------------------------------- | ---------------------------------------- |
| Godzina: 13:30 | P. Lindner (EQ) 05:45 M. Richter (EQ) 14:18 M. Reisinger (EQ) 14:57 T. Vallant (PP) 21:45 T. Vallant (PP) 24:03 M. Reisinger (EQ) 29:40 L. Haudum (EQ) 47:27 | (3:0, 3:1, 1:2) | 32:47 (EQ) M. Jeklič 48:37 (EQ) N. Simšič 56:50 (PP) L. Vinčec | Widzów: 300 Sędzia główny: Michael Hicks |
| Godzina: 13:30 | 8 min. kar |                 | 8 min. kar                                                     | Widzów: 300 Sędzia główny: Michael Hicks |

| 18 grudnia 2014 | Białoruś | 5:1 | Norwegia | Pala Odegar, Asiago |

| Szczegóły      | Szczegóły | Szczegóły       | Szczegóły                  | Szczegóły                            |
| -------------- | --- | --------------- | -------------------------- | ------------------------------------ |
| Godzina: 17:00 | W. Fadziejeu (EQ) 13:10 W. Fadziejeu (PP) 15:43 A. Bujnicki (EQ) 18:43 W. Miskinou (EQ) 30:32 D. Bujnicki (EQ) 42:34 | (3:0, 1:1, 1:0) | 54:17 (EQ) O. P. Øvergaard | Widzów: 350 Sędzia główny: Robin Sir |
| Godzina: 17:00 | 4 min. kar |                 | 29 min. kar                | Widzów: 350 Sędzia główny: Robin Sir |

| 18 grudnia 2014 | Łotwa | 2:4 | Włochy | Pala Odegar, Asiago |

| Szczegóły      | Szczegóły                                    | Szczegóły       | Szczegóły                                                                                       | Szczegóły                                    |
| -------------- | -------------------------------------------- | --------------- | ----------------------------------------------------------------------------------------------- | -------------------------------------------- |
| Godzina: 20:30 | R. Locāns (EQ) 03:20 M. Dzierkals (PP) 47:35 | (1:1, 0:2, 1:1) | 09:51 (EQ) M. Magnabosco 22:48 (PP) J. Ramoser 37:31 (EQ) R. Lacedelli 56:07 (EQ) M. Magnabosco | Widzów: 600 Sędzia główny: Jari-Pekka Pajula |
| Godzina: 20:30 | 35 min. kar                                  |                 | 14 min. kar                                                                                     | Widzów: 600 Sędzia główny: Jari-Pekka Pajula |

| 20 grudnia 2014 | Norwegia | 1:0 pk. | Łotwa | Pala Odegar, Asiago |

| Szczegóły      | Szczegóły           | Szczegóły                 | Szczegóły  | Szczegóły                               |
| -------------- | ------------------- | ------------------------- | ---------- | --------------------------------------- |
| Godzina: 13:30 | T. Olsen (SO) 65:00 | (0:0, 0:0, 0:0, 0:0, 1:0) |            | Widzów: 350 Sędzia główny: Marcus Brill |
| Godzina: 13:30 | 8 min. kar          |                           | 6 min. kar | Widzów: 350 Sędzia główny: Marcus Brill |

| 20 grudnia 2014 | Białoruś | 5:4 pd. | Austria | Pala Odegar, Asiago |

| Szczegóły      | Szczegóły | Szczegóły            | Szczegóły                                                                              | Szczegóły                                    |
| -------------- | --- | -------------------- | -------------------------------------------------------------------------------------- | -------------------------------------------- |
| Godzina: 17:00 | D. Ambrażejczyk (PP) 07:23 A. Bujnicki (EQ) 32:38 A. Bujnicki (PP) 49:56 A. Szantyka (EQ) 56:12 A. Bujnicki (EQ) 62:13 | (1:3, 1:0, 2:1, 1:0) | 10:29 (EQ) M. Reisinger 12:13 (EQ) L. Haudum 13:46 (EQ) S. Gaffal 52:30 (EQ) L. Haudum | Widzów: 450 Sędzia główny: Jari-Pekka Pajula |
| Godzina: 17:00 | 10 min. kar |                      | 12 min. kar                                                                            | Widzów: 450 Sędzia główny: Jari-Pekka Pajula |

| 20 grudnia 2014 | Słowenia | 9:5 | Włochy | Pala Odegar, Asiago |

| Szczegóły      | Szczegóły | Szczegóły       | Szczegóły | Szczegóły                             |
| -------------- | --- | --------------- | --- | ------------------------------------- |
| Godzina: 20:30 | L. Maver (EQ) 01:40 K. Čepon (PP) 06:31 Ž. Jezovšek (PP) 07:14 N. Unuk (EQ) 07:56 N. Simšič (EQ) 11:42 G. Glavič (EQ) 11:52 Ž. Jezovšek (SH) 27:42 Ž. Jezovšek (PP) 45:34 T. Kalan (EQ) 46:35 | (6:2, 1:2, 2:1) | 03:10 (EQ) A. Lambacher 16:36 (PP) R. Lacedelli 23:40 (EQ) G. Morini 28:04 (PP) G. Lanziner 46:20 (EQ) R. Lacedelli | Widzów: 1100 Sędzia główny: Robin Sir |
| Godzina: 20:30 | 12 min. kar |                 | 10 min. kar | Widzów: 1100 Sędzia główny: Robin Sir |

Tabela
| Lp. | Zespół   | M | Pkt | Z | Zd | Pd | P | G+ | G- | +/− |
| --- | -------- | - | --- | - | -- | -- | - | -- | -- | --- |
| 1.  | Białoruś | 5 | 14  | 4 | 1  | 0  | 0 | 22 | 9  | +13 |
| 2.  | Norwegia | 5 | 10  | 2 | 2  | 0  | 1 | 16 | 11 | +5  |
| 3.  | Łotwa    | 5 | 7   | 2 | 0  | 1  | 2 | 15 | 11 | +4  |
| 4.  | Włochy   | 5 | 5   | 1 | 1  | 0  | 3 | 16 | 22 | -6  |
| 5.  | Austria  | 5 | 5   | 1 | 0  | 2  | 2 | 21 | 27 | -6  |
| 6.  | Słowenia | 5 | 4   | 1 | 0  | 1  | 3 | 17 | 27 | -10 |

    = awans do Elity      = spadek do dywizji I, grupy B
Statystyki indywidualne

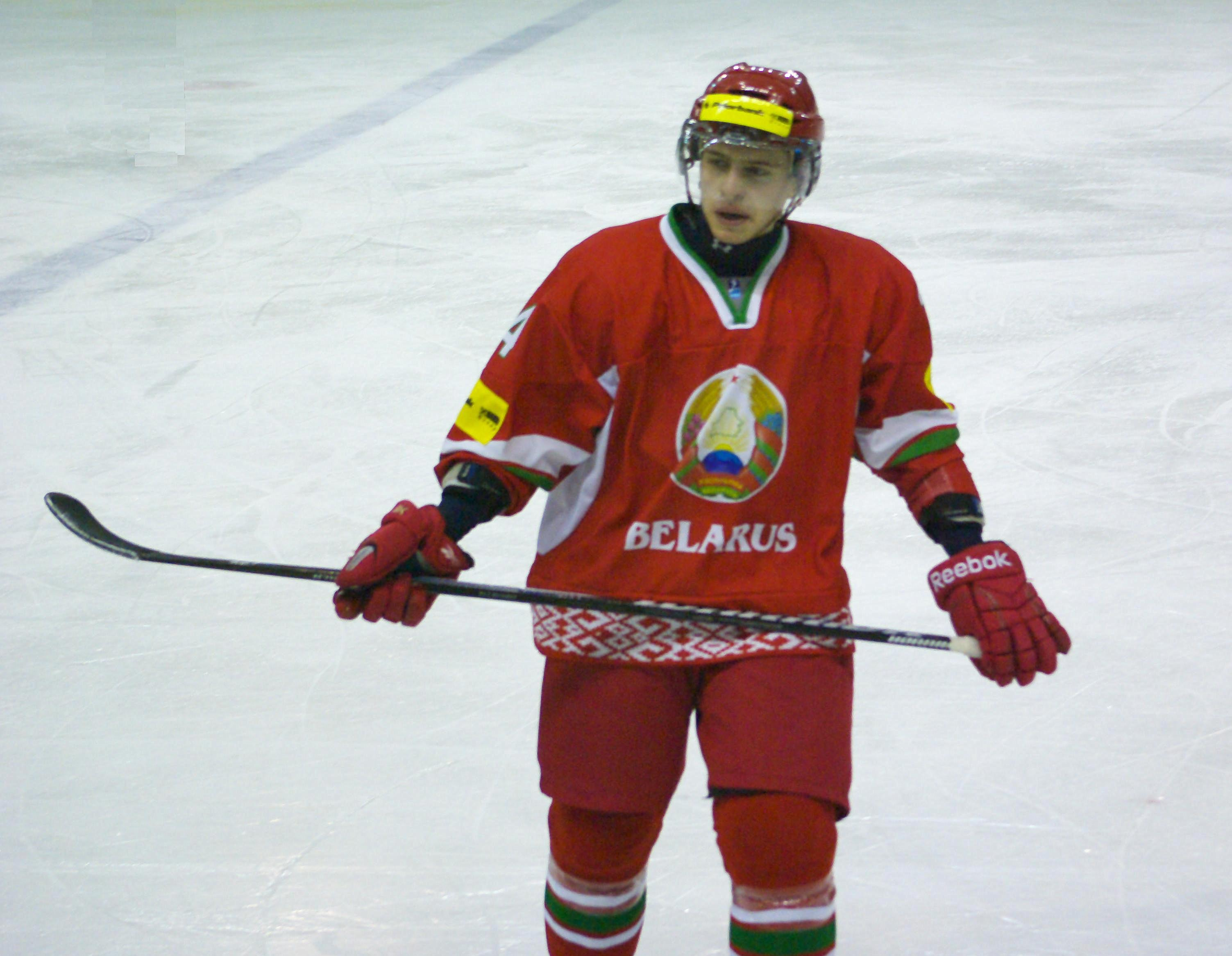
Białorusin Dzmitryj Ambrażejczyk – najskuteczniejszy zawodnik turnieju

- Klasyfikacja strzelców:  Artur Bujnicki – 8 goli[1]
- Klasyfikacja asystentów:  Dzmitryj Ambrażejczyk – 8 asyst[2]
- Klasyfikacja kanadyjska:  Dzmitryj Ambrażejczyk – 12 punktów[3]
- Klasyfikacja +/−:  Mario Huber,  Marco Richter– +7[4]
- Klasyfikacja skuteczności interwencji bramkarzy:  Theodor Hestnes – 96,49%[5]
- Klasyfikacja średniej goli straconych na mecz bramkarzy:  Theodor Hestnes – 0,75

Nagrody indywidualne
Dyrektoriat turnieju wybrał trójkę najlepszych zawodników na każdej pozycji:
- Bramkarz:  Matīss Kivlenieks
- Obrońca:  Mattias Nørstebø
- Napastnik:  Dzmitryj Ambrażejczyk

## Grupa B
Wyniki
| 14 grudnia 2014 | Japonia | 3:2 pk. | Francja | Dunaújvárosi Jégcsarnok, Dunaújváros |

| Szczegóły      | Szczegóły                                                      | Szczegóły                 | Szczegóły                                  | Szczegóły                               |
| -------------- | -------------------------------------------------------------- | ------------------------- | ------------------------------------------ | --------------------------------------- |
| Godzina: 13:00 | Y. Hirano (EQ) 38:49 Y. Hirano (EQ) 47:31 Y. Hirano (SO) 65:00 | (0:1, 1:0, 1:1, 0:0, 1:0) | 07:39 (EQ) F. Kazarine 58:37 (EQ) F. Douay | Widzów: 50 Sędzia główny: Rasmus Toppel |
| Godzina: 13:00 | 12 min. kar                                                    |                           | 8 min. kar                                 | Widzów: 50 Sędzia główny: Rasmus Toppel |

| 14 grudnia 2014 | Węgry | 1:0 pk. | Polska | Dunaújvárosi Jégcsarnok, Dunaújváros |

| Szczegóły      | Szczegóły            | Szczegóły                 | Szczegóły   | Szczegóły                                  |
| -------------- | -------------------- | ------------------------- | ----------- | ------------------------------------------ |
| Godzina: 16:30 | P. Vincze (SO) 65:00 | (0:0, 0:0, 0:0, 0:0, 1:0) |             | Widzów: 850 Sędzia główny: Jonathan Alarie |
| Godzina: 16:30 | 12 min. kar          |                           | 12 min. kar | Widzów: 850 Sędzia główny: Jonathan Alarie |

| 14 grudnia 2014 | Ukraina | 1:5 | Kazachstan | Dunaújvárosi Jégcsarnok, Dunaújváros |

| Szczegóły      | Szczegóły           | Szczegóły       | Szczegóły | Szczegóły                             |
| -------------- | ------------------- | --------------- | --- | ------------------------------------- |
| Godzina: 20:00 | W. Lalka (PP) 24:17 | (0:0, 1:4, 0:1) | 28:23 (EQ) J. Korolinski 31:25 (PP) K. Sawicki 37:44 (EQ) D. Priesnow 38:32 (EQ) K. Sawicki 49:54 (EQ) D. Priesnow | Widzów: 50 Sędzia główny: Ken Mollard |
| Godzina: 20:00 | 10 min. kar         |                 | 6 min. kar | Widzów: 50 Sędzia główny: Ken Mollard |

| 15 grudnia 2014 | Polska | 1:2 | Ukraina | Dunaújvárosi Jégcsarnok, Dunaújváros |

| Szczegóły      | Szczegóły             | Szczegóły       | Szczegóły                                     | Szczegóły                                 |
| -------------- | --------------------- | --------------- | --------------------------------------------- | ----------------------------------------- |
| Godzina: 13:00 | P. Malicki (EQ) 07:15 | (1:0, 0:1, 0:1) | 22:49 (PP) A. Hrihoriew 41:08 (PP) I. Mereżko | Widzów: 50 Sędzia główny: Igor Tsernyshov |
| Godzina: 13:00 | 18 min. kar           |                 | 12 min. kar                                   | Widzów: 50 Sędzia główny: Igor Tsernyshov |

| 15 grudnia 2014 | Francja | 4:3 | Węgry | Dunaújvárosi Jégcsarnok, Dunaújváros |

| Szczegóły      | Szczegóły                                                                           | Szczegóły       | Szczegóły                                                       | Szczegóły                              |
| -------------- | ----------------------------------------------------------------------------------- | --------------- | --------------------------------------------------------------- | -------------------------------------- |
| Godzina: 16:30 | M. Bouvet (PP) 30:46 M. Bouvet (EQ) 32:45 G. Leclerc (EQ) 44:34 A. Faure (EQ) 55:14 | (0:1, 2:2, 2:0) | 19:43 (EQ) C. Erdely 25:05 (PP) P. Vincze 35:10 (PP) I. Terbocs | Widzów: 700 Sędzia główny: Ken Mollard |
| Godzina: 16:30 | 16 min. kar                                                                         |                 | 10 min. kar                                                     | Widzów: 700 Sędzia główny: Ken Mollard |

| 15 grudnia 2014 | Kazachstan | 6:3 | Japonia | Dunaújvárosi Jégcsarnok, Dunaújváros |

| Szczegóły      | Szczegóły | Szczegóły       | Szczegóły                                                          | Szczegóły                                  |
| -------------- | --- | --------------- | ------------------------------------------------------------------ | ------------------------------------------ |
| Godzina: 20:00 | J. Korolinski (PP) 13:36 A. Szestakow (SH) 20:23 D. Grienc (EQ) 23:40 A. Szestakow (PP) 28:25 A. Szestakow (EQ) 44:15 N. Michajlis (SH) 48:28 | (1:0, 3:2, 2:1) | 25:13 (EQ) Y. Horano 36:04 (EQ) J. Osaka 53:50 (EQ) R. Katsuragawa | Widzów: 100 Sędzia główny: Jonathan Alarie |
| Godzina: 20:00 | 12 min. kar |                 | 10 min. kar                                                        | Widzów: 100 Sędzia główny: Jonathan Alarie |

| 17 grudnia 2014 | Kazachstan | 3:1 | Francja | Dunaújvárosi Jégcsarnok, Dunaújváros |

| Szczegóły      | Szczegóły                                                           | Szczegóły       | Szczegóły             | Szczegóły                             |
| -------------- | ------------------------------------------------------------------- | --------------- | --------------------- | ------------------------------------- |
| Godzina: 13:00 | A. Szestakow (EQ) 18:57 A. Asietow (EQ) 39:34 K. Sawicki (EQ) 51:36 | (1:0, 1:1, 1:0) | 33:29 (EQ) G. Leclerc | Widzów: 50 Sędzia główny: Ken Mollard |
| Godzina: 13:00 | 4 min. kar                                                          |                 | 6 min. kar            | Widzów: 50 Sędzia główny: Ken Mollard |

| 17 grudnia 2014 | Węgry | 3:4 pk. | Ukraina | Dunaújvárosi Jégcsarnok, Dunaújváros |

| Szczegóły      | Szczegóły                                                      | Szczegóły                 | Szczegóły                                                                                  | Szczegóły                                  |
| -------------- | -------------------------------------------------------------- | ------------------------- | ------------------------------------------------------------------------------------------ | ------------------------------------------ |
| Godzina: 16:30 | P. Vincze (PP) 05:41 C. Erdely (EQ) 09:47 P. Vincze (EQ) 39:31 | (2:1, 1:1, 0:1, 0:0, 1:2) | 19:04 (PP) S. Kuźmik 36:39 (EQ) J. Tymczenko 55:29 (PP) J. Tymczenko 65:00 (SO) W. Łuhowyj | Widzów: 500 Sędzia główny: Igor Tsernyshov |
| Godzina: 16:30 | 18 min. kar                                                    |                           | 16 min. kar                                                                                | Widzów: 500 Sędzia główny: Igor Tsernyshov |

| 17 grudnia 2014 | Polska | 5:3 | Japonia | Dunaújvárosi Jégcsarnok, Dunaújváros |

| Szczegóły      | Szczegóły | Szczegóły       | Szczegóły                                                        | Szczegóły                               |
| -------------- | --- | --------------- | ---------------------------------------------------------------- | --------------------------------------- |
| Godzina: 20:00 | B. Fraszko (EQ) 40:42 B. Fraszko (EQ) 43:17 K. Kisielewski (EQ) 50:14 R. Sawicki (EQ) 51:02 B. Fraszko (EN) 59:12 | (0:0, 0:1, 5:2) | 30:53 (EQ) Y. Hirano 44:48 (EQ) Y. Hirano 49:07 (EQ) Y. Hikosaka | Widzów: 50 Sędzia główny: Rasmus Toppel |
| Godzina: 20:00 | 2 min. kar |                 | 10 min. kar                                                      | Widzów: 50 Sędzia główny: Rasmus Toppel |

| 18 grudnia 2014 | Ukraina | 3:1 | Japonia | Dunaújvárosi Jégcsarnok, Dunaújváros |

| Szczegóły      | Szczegóły                                                        | Szczegóły       | Szczegóły                 | Szczegóły                                 |
| -------------- | ---------------------------------------------------------------- | --------------- | ------------------------- | ----------------------------------------- |
| Godzina: 13:00 | S. Kuźmik (EQ) 30:22 W. Lalka (EQ) 35:49 J. Tymczenko (EQ) 50:39 | (0:0, 2:1, 1:0) | 31:51 (EQ) Y. Nakayashiki | Widzów: 50 Sędzia główny: Jonathan Alarie |
| Godzina: 13:00 | 10 min. kar                                                      |                 | 8 min. kar                | Widzów: 50 Sędzia główny: Jonathan Alarie |

| 18 grudnia 2014 | Kazachstan | 3:1 | Węgry | Dunaújvárosi Jégcsarnok, Dunaújváros |

| Szczegóły      | Szczegóły                                                             | Szczegóły       | Szczegóły           | Szczegóły                                |
| -------------- | --------------------------------------------------------------------- | --------------- | ------------------- | ---------------------------------------- |
| Godzina: 16:30 | N. Michajlis (PP) 19:51 K. Sawicki (PP) 47:34 A. Szestakow (EQ) 59:43 | (1:0, 0:1, 2:0) | 22:47 (EQ) D. Szabo | Widzów: 650 Sędzia główny: Rasmus Toppel |
| Godzina: 16:30 | 14 min. kar                                                           |                 | 20 min. kar         | Widzów: 650 Sędzia główny: Rasmus Toppel |

| 18 grudnia 2014 | Francja | 3:4 | Polska | Dunaújvárosi Jégcsarnok, Dunaújváros |

| Szczegóły      | Szczegóły                                                        | Szczegóły       | Szczegóły                                                                                | Szczegóły                                 |
| -------------- | ---------------------------------------------------------------- | --------------- | ---------------------------------------------------------------------------------------- | ----------------------------------------- |
| Godzina: 20:00 | M. Ville (EQ) 09:12 R. Lamboley (PP) 41:03 G. Leclerc (EQ) 59:55 | (0:1, 1:1, 2:2) | 17:02 (EQ) P. Wronka 35:15 (EQ) M. Gościński 53:29 (PP) B. Fraszko 54:30 (PP) R. Sawicki | Widzów: 80 Sędzia główny: Igor Tsernyshov |
| Godzina: 20:00 | 10 min. kar                                                      |                 | 4 min. kar                                                                               | Widzów: 80 Sędzia główny: Igor Tsernyshov |

| 20 grudnia 2014 | Polska | 3:6 | Kazachstan | Dunaújvárosi Jégcsarnok, Dunaújváros |

| Szczegóły      | Szczegóły                                                            | Szczegóły       | Szczegóły | Szczegóły                               |
| -------------- | -------------------------------------------------------------------- | --------------- | --- | --------------------------------------- |
| Godzina: 13:00 | K. Kisielewski (EQ) 01:45 P. Wronka (EQ) 27:39 R. Sawicki (PP) 33:33 | (1:2, 2:2, 0:2) | 03:02 (EQ) N. Michajlis 05:18 (PP) A. Szestakow 32:28 (EQ) N. Michajlis 36:21 (SH) I. Stiepanienko 45:36 (EQ) D. Grents 56:37 (EQ) N. Michajlis | Widzów: 50 Sędzia główny: Rasmus Toppel |
| Godzina: 13:00 | 6 min. kar                                                           |                 | 8 min. kar | Widzów: 50 Sędzia główny: Rasmus Toppel |

| 20 grudnia 2014 | Japonia | 5:1 | Węgry | Dunaújvárosi Jégcsarnok, Dunaújváros |

| Szczegóły      | Szczegóły | Szczegóły       | Szczegóły           | Szczegóły                                   |
| -------------- | --- | --------------- | ------------------- | ------------------------------------------- |
| Godzina: 16:30 | Y. Arai (EQ) 01:56 R. Katsuragawa (EQ) 21:24 J. Inui (EQ) 41:47 J. Osaka (EQ) 53:54 R. Katsuragawa (EQ) 57:15 | (1:0, 1:1, 3:0) | 26:26 (PP) V. Gallo | Widzów: 1000 Sędzia główny: Jonathan Alarie |
| Godzina: 16:30 | 8 min. kar |                 | 10 min. kar         | Widzów: 1000 Sędzia główny: Jonathan Alarie |

| 20 grudnia 2014 | Francja | 1:0 | Ukraina | Dunaújvárosi Jégcsarnok, Dunaújváros |

| Szczegóły      | Szczegóły             | Szczegóły       | Szczegóły  | Szczegóły                                  |
| -------------- | --------------------- | --------------- | ---------- | ------------------------------------------ |
| Godzina: 20:00 | G. Leclerc (EQ) 41:15 | (0:0, 0:0, 1:0) |            | Widzów: 120 Sędzia główny: Igor Tsernyshov |
| Godzina: 20:00 | 4 min. kar            |                 | 6 min. kar | Widzów: 120 Sędzia główny: Igor Tsernyshov |

Tabela
| Lp. | Zespół     | M | Pkt | Z | Zd | Pd | P | G+ | G- | +/− |
| --- | ---------- | - | --- | - | -- | -- | - | -- | -- | --- |
| 1.  | Kazachstan | 5 | 15  | 5 | 0  | 0  | 0 | 23 | 9  | +14 |
| 2.  | Ukraina    | 5 | 8   | 2 | 1  | 0  | 2 | 15 | 11 | +4  |
| 3.  | Polska     | 5 | 7   | 2 | 0  | 1  | 2 | 13 | 15 | -2  |
| 4.  | Francja    | 5 | 7   | 2 | 0  | 1  | 2 | 11 | 13 | -2  |
| 5.  | Japonia    | 5 | 5   | 1 | 1  | 0  | 3 | 15 | 17 | -2  |
| 6.  | Węgry      | 5 | 3   | 0 | 1  | 1  | 3 | 9  | 16 | -7  |

    = awans do I dywizji, grupy A     = spadek do dywizji II, grupy A
Statystyki indywidualne
- Klasyfikacja strzelców:  Yūshirō Hirano i  Arkadij Szestakow – 6 goli[7]
- Klasyfikacja asystentów:  Nikita Michajlis – 6 asyst[8]
- Klasyfikacja kanadyjska:  Nikita Michajlis – 11 punktów[9]
- Klasyfikacja +/−: Nikita Michajlis – +9[4]
- Klasyfikacja skuteczności interwencji bramkarzy:  Eduard Zacharczenko – 94,74%[10]
- Klasyfikacja średniej goli straconych na mecz bramkarzy:  Jurij Wołosenko – 1,50

Nagrody indywidualne
Dyrektoriat turnieju wybrał trójkę najlepszych zawodników na każdej pozycji:
- Bramkarz:  Michael Łuba
- Obrońca:  Pierre Crinon
- Napastnik:  Kiriłł Sawicki